# Kirjat ha-Muze'onim

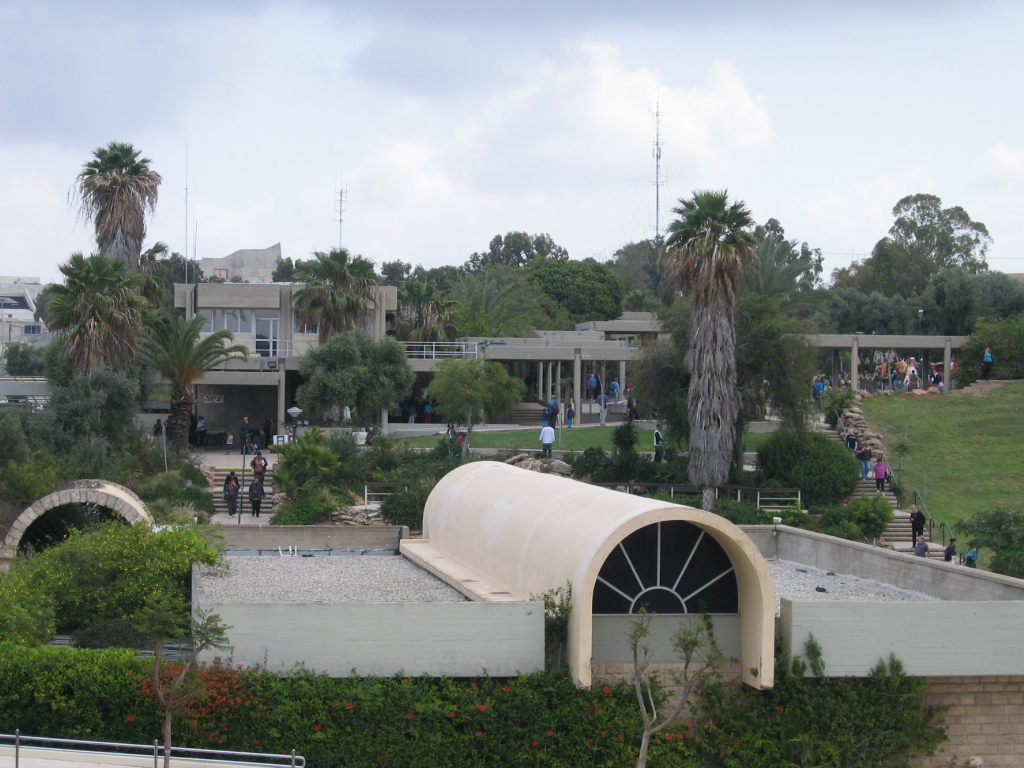
Muzeum země izraelské ve čtvrti Kirjat ha-Muze'onim

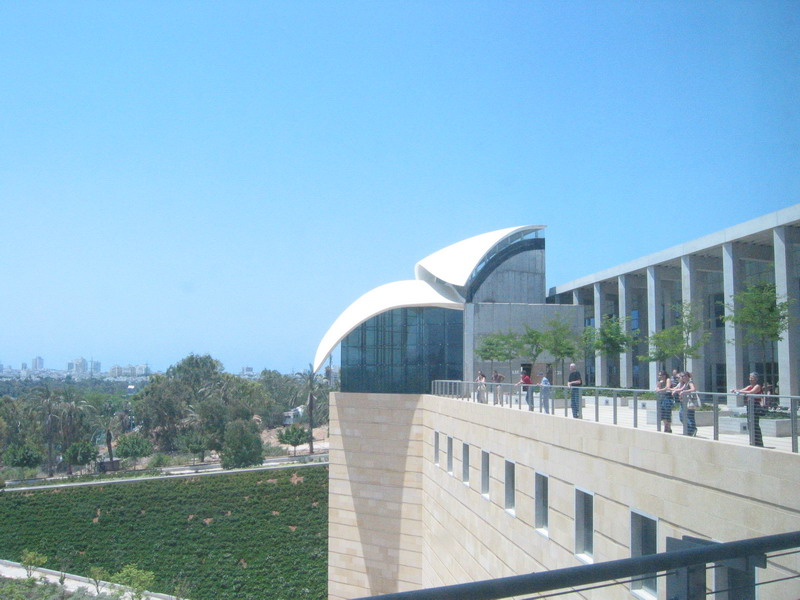
Centrum Jicchaka Rabina ve čtvrti Kirjat ha-Muze'onim

Kirjat ha-Muze'onim (hebrejsky: קרית המוזיאונים, doslova Muzejní město) je čtvrť v severozápadní části Tel Avivu v Izraeli. Je součástí správního obvodu Rova 1 a samosprávné jednotky Rova Cafon Ma'arav.

## Geografie
Leží na severním okraji Tel Avivu, cca 2 kilometry od pobřeží Středozemního moře, na severním břehu řeky Jarkon, v nadmořské výšce okolo 20 metrů. Dopravní osou je dálnice číslo 2 (Derech Namir), která prochází po jejím západním okraji. Na severu sousedí s čtvrtí Ramat Aviv ha-Jaroka, na západe s Kochav ha-Cafon a na jihu s parkem Jarkon. Na severovýchodě odtud leží Telavivská univerzita.

## Popis čtvrti
Plocha čtvrti je vymezena na severu ulicí Chajim Levanon, na jihu třídou Sderot Rokach, na východě dálnicí číslo 20 a na západě třídou Derech Namir. Nachází se tu několik kulturních institucí a to Muzeum země izraelské, Muzeum Palmachu a Centrum Jicchaka Rabina. Kromě toho tu stojí také planetárium a tenisové kurty.